# قسم أنغالي
قسم أنغالي (بالفارسية: دهستان انگالي) هي قسمة إیرانية فی مقاطعة بوشهر.و حسب احصاء فی سنة 2006 کان عدد سکان قسم أنغالي 2,636 نسمة فی 571 اسرة. و تتبعها 21 قري.